# Дзгоев, Асланбек Захарович
Асланбе́к Заха́рович Дзго́ев (осет. Дзгойты Захары фырт Аслӕнбег; 18 марта 1918, Ольгинское, Терская область — 10 марта 1994) — советский борец вольного стиля, трёхкратный чемпион РСФСР (1951, 1952, 1954) и призёр чемпионата СССР (1952). Отличник физической культуры (1949). Мастер спорта СССР (1955). Заслуженный тренер СССР (1957) и судья всесоюзной категории (1958) по вольной борьбе. Основатель осетинской школы вольной борьбы.
Сын — Дзгоев Таймураз Асланбекович.

## Биография
Родился 18 марта 1918 года в селении Ольгинское Северной Осетии.
С 17 лет стал заниматься вольной борьбой.
В 1940 году в период военной службы становится первым на первенстве Черноморского флота. Участник Великой Отечественной войны: с июня 1941 года на Крымском фронте, с июля 1943 года — на 4-м Украинском фронте, с апреля 1945 — на 3-м Белорусском фронте.
Гвардии старший лейтенант А. З. Дзгоев был дважды ранен (в ноябре 1941 года под Керчью, в июне 1942 года в Севастополе), окончил войну командиром 15-го гвардейского стрелкового полка 2-й гвардейской стрелковой дивизии. Из его наградного листа: «Командуя отдельной ротой морской пехоты в 1941 году, при отходе к Керчи около Тубичина получил задачу прикрыть 29-ю батарею береговой обороны. 7 ноября 1941 года противник начал вести наступление на занимаемый ротой рубеж обороны. Подпустив гитлеровцев на близкое расстояние, рота открыла шквальный ружейно-пулеметный огонь. […] Рота держала оборону до 13 ноября и уже после получения приказа начала переправу через Керченский пролив».
Был ранен и попал в немецкий плен. После освобождения из плена в 1944 году проходил проверку в Сталиногорском спецлагере. 11 сентября 1944 года после проверки был обратно отправлен на фронт. Из его наградного листа: «В боях по очищению Земландского полуострова с 13 по 17 апреля 1945 года товарищ Дзгоев, командую ротой автоматчиков, бдительно нес службу охраны и наведения порядка на КП полка. За этот период он, не взирая на ожесточенные обстрелы, своевременно и точно в срок выполнял приказы командования».
Даже находясь на фронте Асланбек продолжал выполнять физические упражнения. Три раза становился чемпионом РСФСР (1951, 1952, 1954). В 1952 году стал бронзовым призёром чемпионата СССР в Баку. Многократный чемпион Центрального совета общества «Искра». Чемпион Спартакиады Средней Азии и Казахстана. Последнюю свою схватку на ковре провёл в 1961 году в соревнованиях на приз Бола Канукова, где занял первое место.
В 1941 c отличием окончил НВМУ в г. Севастополь.
В 1955 году с отличием окончил факультет физического воспитания и спорта Северо-Осетинского государственного института имени К. Л. Хетагурова.
Будучи тренером воспитал сотни мастеров спорта, среди которых двукратный Олимпийский чемпион и четырёхкратный чемпион мира — Сослан Андиев, чемпион СССР и заслуженный тренер РСФСР — Борис Базаев, чемпион мира, СССР и бронзовый призёр Олимпийских Игр — Алимбег Бестаев, двукратный чемпион СССР — Амурхан Балаев, двукратный чемпион СССР и бронзовый призёр Олимпийских Игр — Савкудз Дзарасов, чемпионы СССР — Григорий Кирокосян и Эльбрус Икаев, заслуженный тренер РСФСР — Борис Сокаев, двукратный чемпион мира и СССР — Таймураз Дзгоев, сын Асланбека. Феноменальный детский тренер. Воспитанники Дзгоева более 60 раз становились победителями первенств СССР по юношам и молодежи. Более 20 учеников Дзгоева стали Заслуженными тренерами СССР и России, продолжив ту школу у истоков которой стоял А. З. Дзгоев.
Асланбек считается основоположником осетинской школы борьбы, внёс огромный вклад в развитие борьбы на Северном Кавказе. Также работал с 1971 по 1976 г. тренером в Грозном и с 1976 г. по 1982 г. в Черкесске.

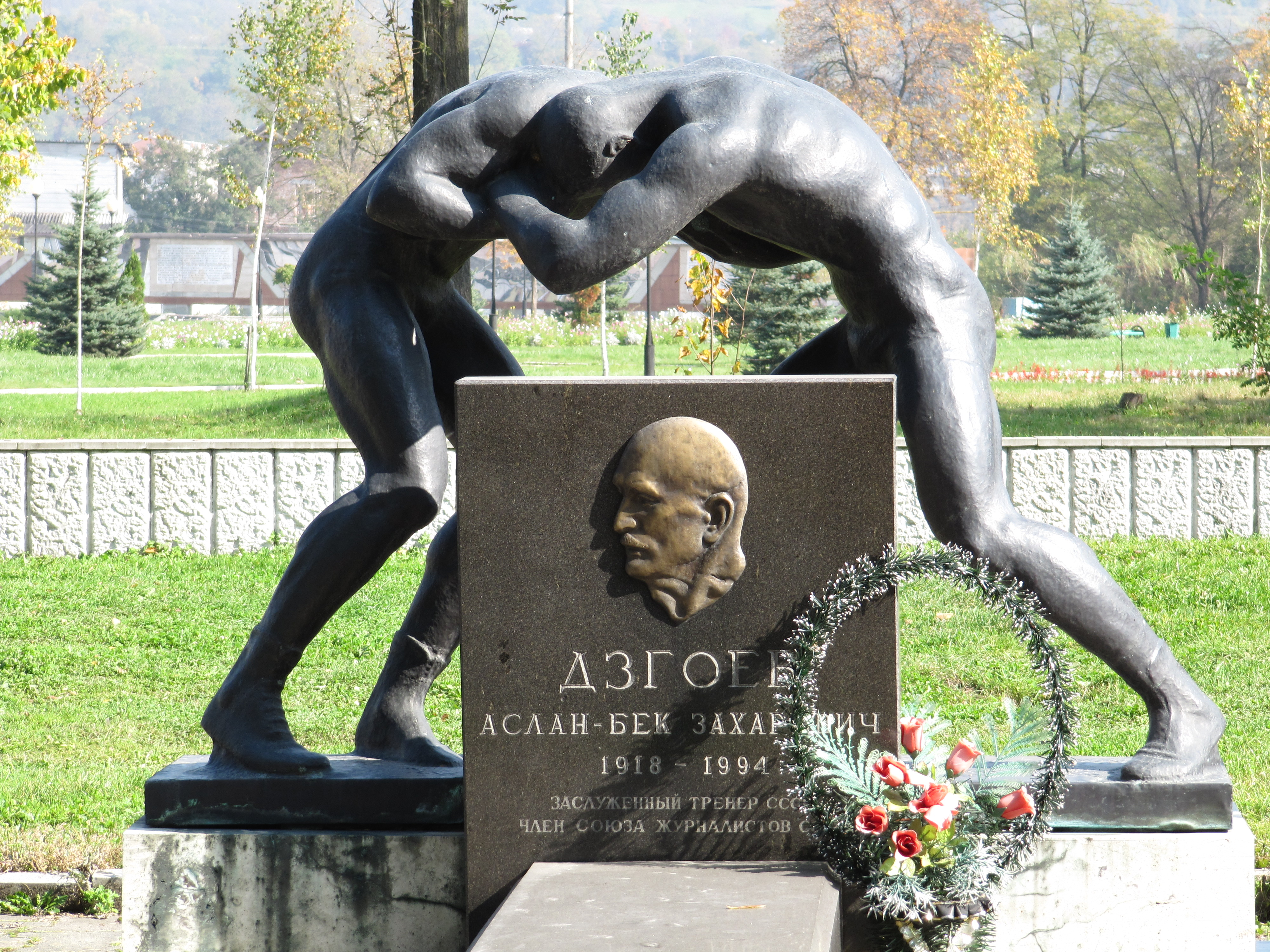
Памятник А. З. Дзгоеву
на Аллее Славы
во Владикавказе, Северная Осетия

Скончался в 1994 году. Асланбек Захарович похоронен на Аллее Славы во Владикавказе.

## Награды и звания
- Орден Отечественной войны I степени
- Орден Отечественной войны II степени
- Орден Красной Звезды
- Медаль «За отвагу»